# Polygonatum cathcartii
Polygonatum cathcartii är en sparrisväxtart som beskrevs av John Gilbert Baker. Polygonatum cathcartii ingår i släktet ramsar, och familjen sparrisväxter. Inga underarter finns listade i Catalogue of Life.